# Цибуля запашна
Цибуля запашна або гілляста (Allium ramosum, Allium odorum) — вид рослин з родини амарилісових (Amaryllidaceae); поширений у помірній Азії.

## Назви
Цибуля запашна або гілляста відома також як джусай (варіанти — жусай, жюсей), цибуля китайська, цибуля дика, гірський часник, польовий часник.

## Опис
Цибулини скупчені, субциліндричні; зовнішня оболонка від тьмяно-жовтої до жовтувато-коричневої. Листки лінійні, коротші від стеблини, 1.5–8 мм завширшки, 3-кутові, край і кути шершаво-зубчасті або гладкі. Стеблина 25–60 см, кругла в перерізі, неясно кутові, вкрита листовими піхвами лише в основі. Зонтик від півсферичного до майже кулястого, багатоквітковий. Оцвітина біла, іноді з легким блідо-червоним відтінком; сегменти з блідо-червоною серединною жилкою; зовнішні сегменти від довгасто-яйцюватих до довгасто-ланцетних, як правило, трохи вужчі, ніж внутрішні, (4.5)5.5–9(11) × 1.5–2.9 мм; внутрішні довгасто-зворотнояйцюваті, (4.5)5.5–9(11) × 1.8–3.1 мм. Період цвітіння й плодоношення: червень — вересень.

## Поширення
Поширення: Казахстан, Монголія, Китай — Ганьсу, Хебей, Хейлунцзян, Цзілінь, Ляонін, Внутрішня Монголія, Нінся, Цінхай, Шаньсі, Шаньдун, Шаньсі, Сіньцзян, Росія — Сибір, Далекий Схід.
Природним чином зростає у рівнинних степах або лісостепових поясах, сухих, лужних луках, кам'янистих схилах пагорбів, на прибережній гальці та інших петрофітних спільнотах.

## Використання
A. ramosum іноді культивують на північному сході Китаю та західному Сибіру.